# Zephyropsyche monticola
Zephyropsyche monticola is een schietmot uit de familie Lepidostomatidae. De soort komt voor in het Palearctisch gebied.